# Jørgen Rosted
Jørgen Rosted (født 26. oktober 1945 i Glostrup) er en dansk økonom og embedsmand.
Han er søn af arkitekt Johs. R. Petersen og hustru aut. fodterapeut Else P. født Rosted. Rosted blev student fra Rødovre Statsskole 1964 og cand. polit. fra Københavns Universitet 1971. Samme år blev han ansat som økonom ved Det Økonomiske Råds sekretariat og kom i 1976 til i Finansministeriets budgetdepartement, hvor han i 1988 blev chef for økonomisk afdeling og 1991 finansdirektør. Han var 1993-2001 departementschef i Erhvervsministeriet (Ministeriet for Erhvervspolitisk Samordning, Industri- og Samordningsministeriet, senere Økonomi- og Erhvervsministeriet). Fra 2002 var han udviklingsdirektør i FORA.
1996-2001 var han bestyrelsesmedlem i Dansk Design Center. 1996 blev han medlem af Dansk Designråd og har siden 2001 været medlem af dets bestyrelse. 2001-08 var han bestyrelsesmedlem i INDEX og formand 2005-08. I 2011 blev han medlem af DANSIC's Advisory Board for at fremme social innovation i Danmark. Rosted er Kommandør af Dannebrogordenen.
Gift 24. marts 1979 med kunsthåndværker Annemarie (født 10. marts 1947 i Ølsted), datter af filialbestyrer Ove Larsen (død 1964) og hustru filialbestyrer Annalise L. f. Andersen. 